# Палац Комарів
Палац родини Комарів розташований в Мурованих Курилівцях. На данний час в ньому розташованна школа інтернат 

## Архітектура
Будівля розташована на нерівномірному ландшафті. Головний фасад палацу складається з двох поверхів, а тиловий, який виходить в парк — з трьох поверхів. Фасади симетричні з трьома ризалітами. Центральний ризаліт головного фасаду прикрашений чотирьохколонним портиком іонічного ордеру та завершується трикутним фронтоном. На рівні першого поверху вздовж будівлі палацу тягнеться галерея на стовпах, над якою на ризалітах розміщені балкони, на кам'яних фігурних консолях. Перед тильним фасадом знаходиться простора тераса, влаштована на склепінню оранжереї, яка знаходиться в самому нижньому поверсі. Планування внутрішніх покоїв — централістичне з розташованою посередині залою. В 1960-х роках палац був незначно перепланований (вестибюль та розміри і рівень вікон другого поверху)

## Літопис
В середині 17 ст. донька сяноцького стольника Миколи Чурила та Зофії з Лянцкоронських — Софія вдруге вийшла заміж за Миколая Коссаковського — так Курилівці перейшли до родини Коссаковських.
До третього поділу Речі Посполитої власницею Куриловець була Катажина Коссаковська з Потоцьких гербу Пилява. Після розподілу Речі Посполитої (1569-1795) Курилівці були конфісковані російським урядом і вже Катерина ІІ віддала Курилівці Комарам.
Станіслав Комар був власником чотирьох містечок та 36 поселень з 10 000 підданих. В своїх маєтках він обрав Курилівці майбутньою резиденцією. Оскільки замок Чурилів уже не піддавався реставрації, він на його підмурках вибудував новий палац.

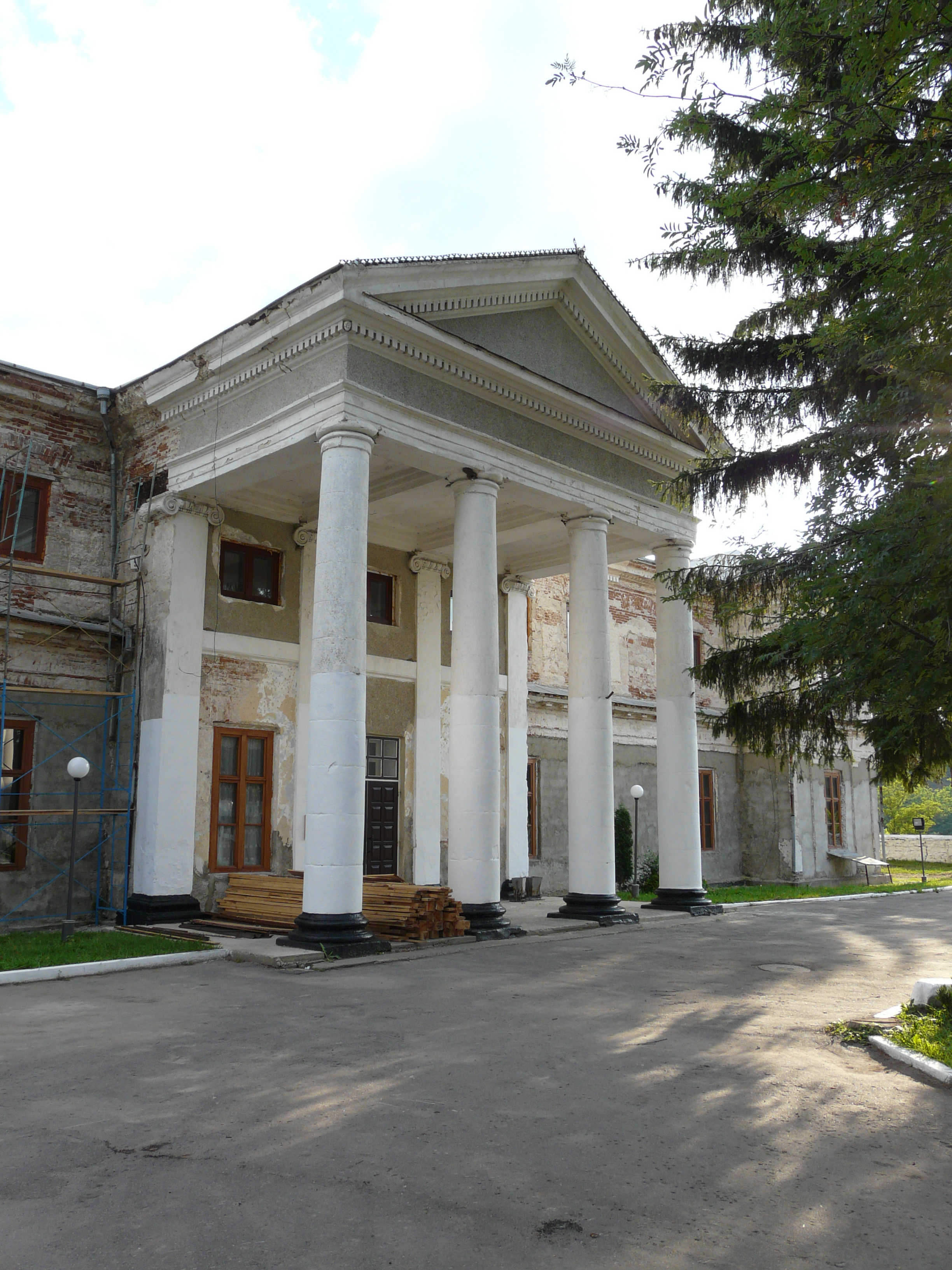
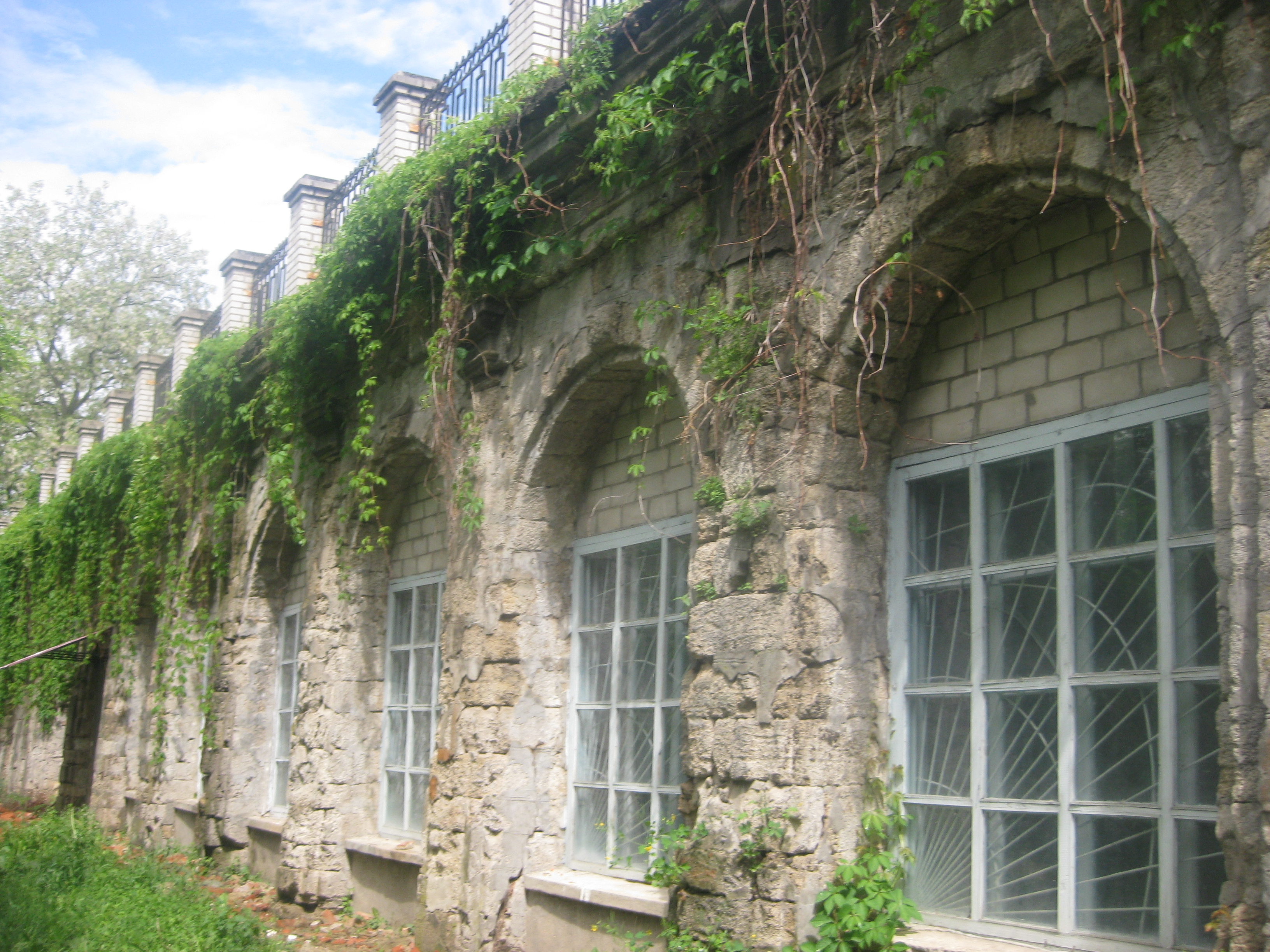
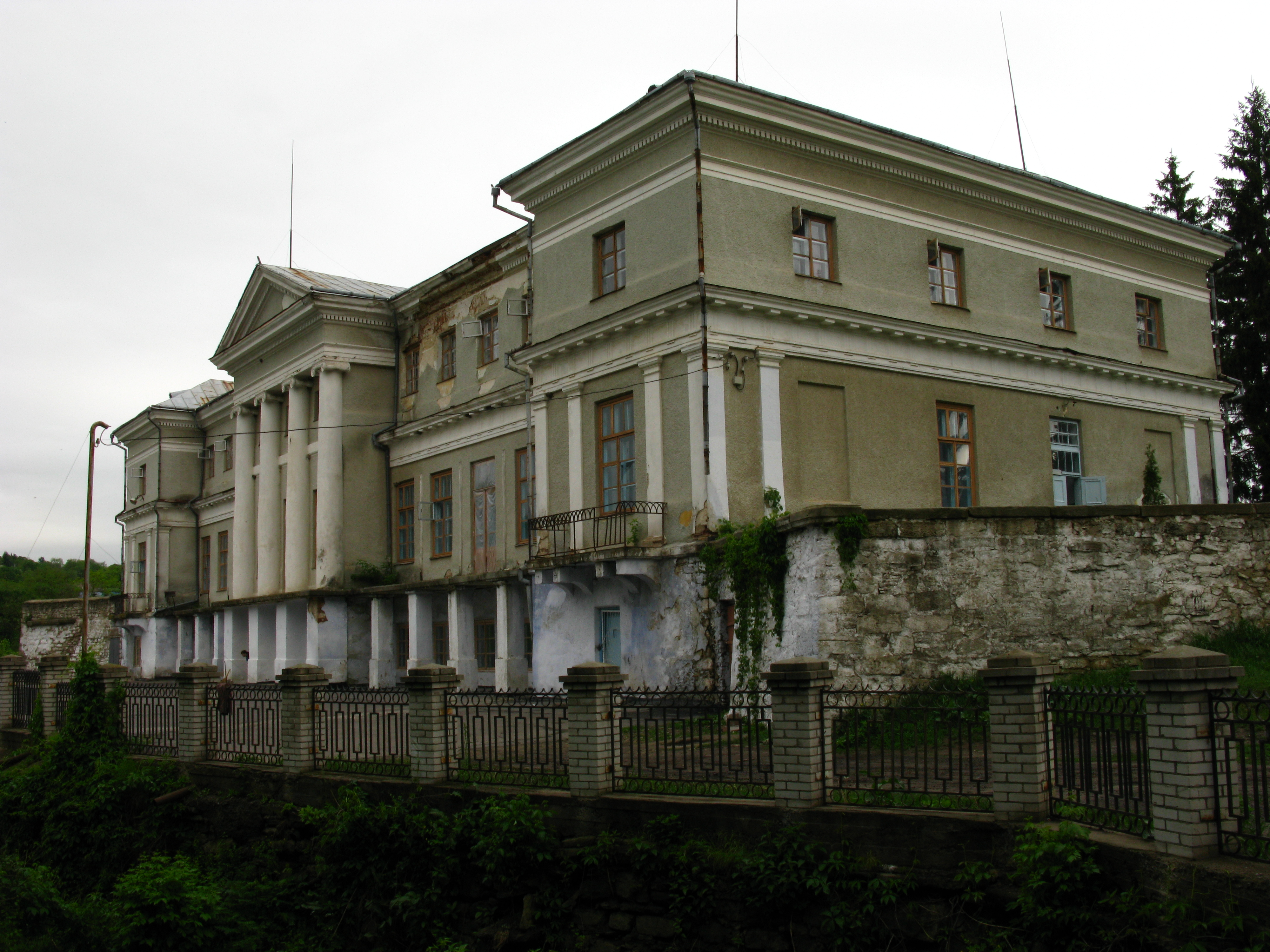
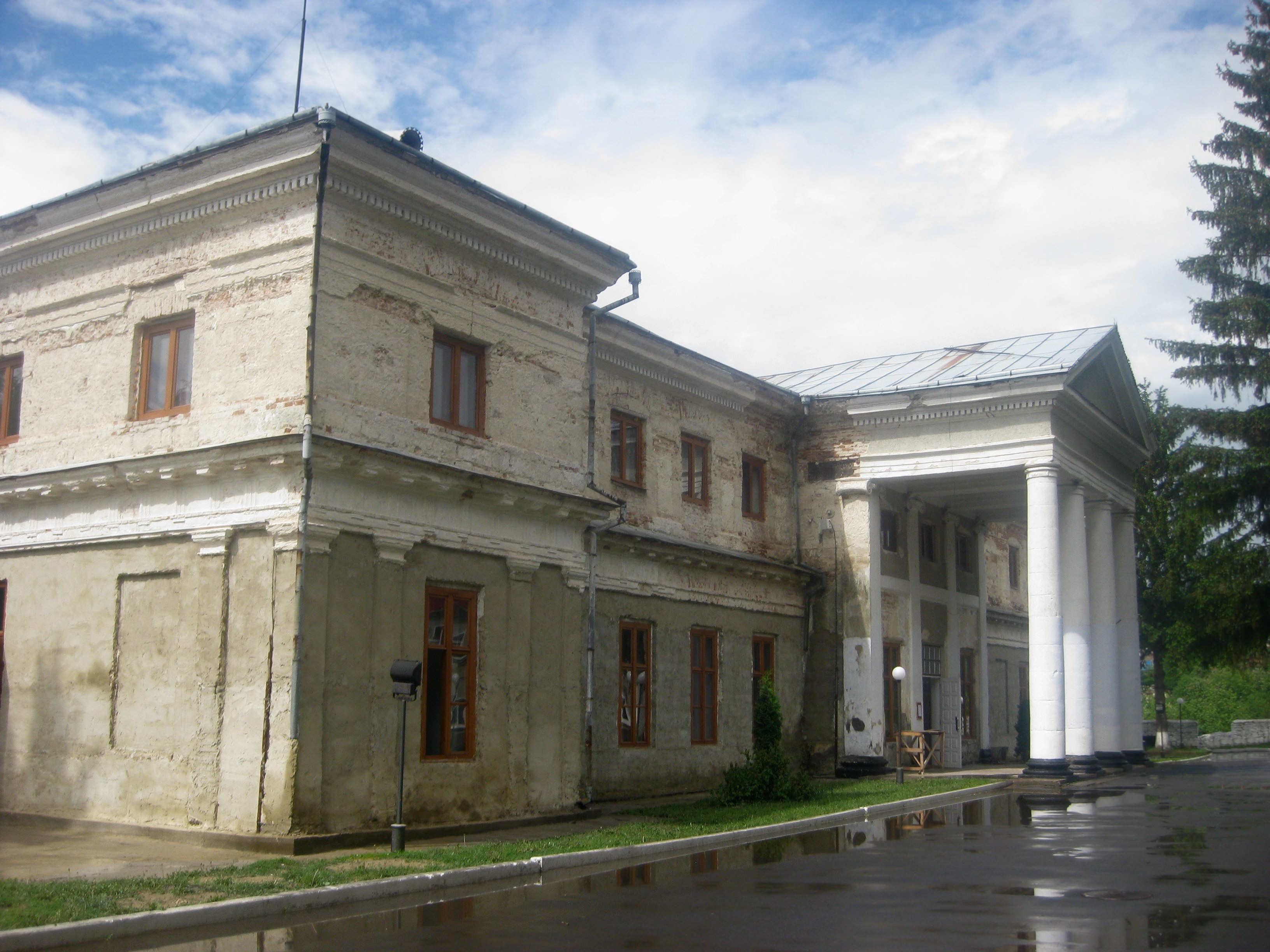
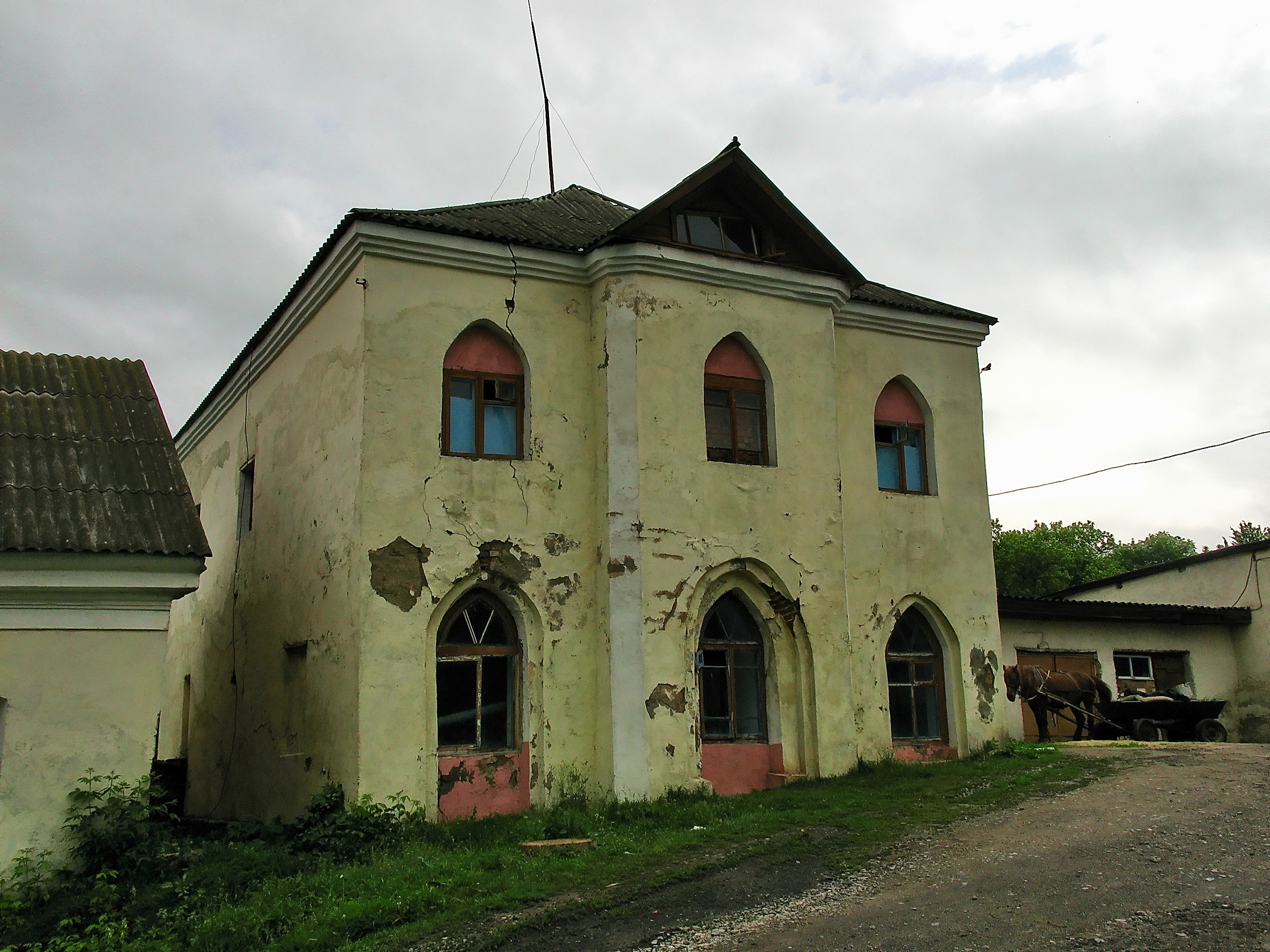
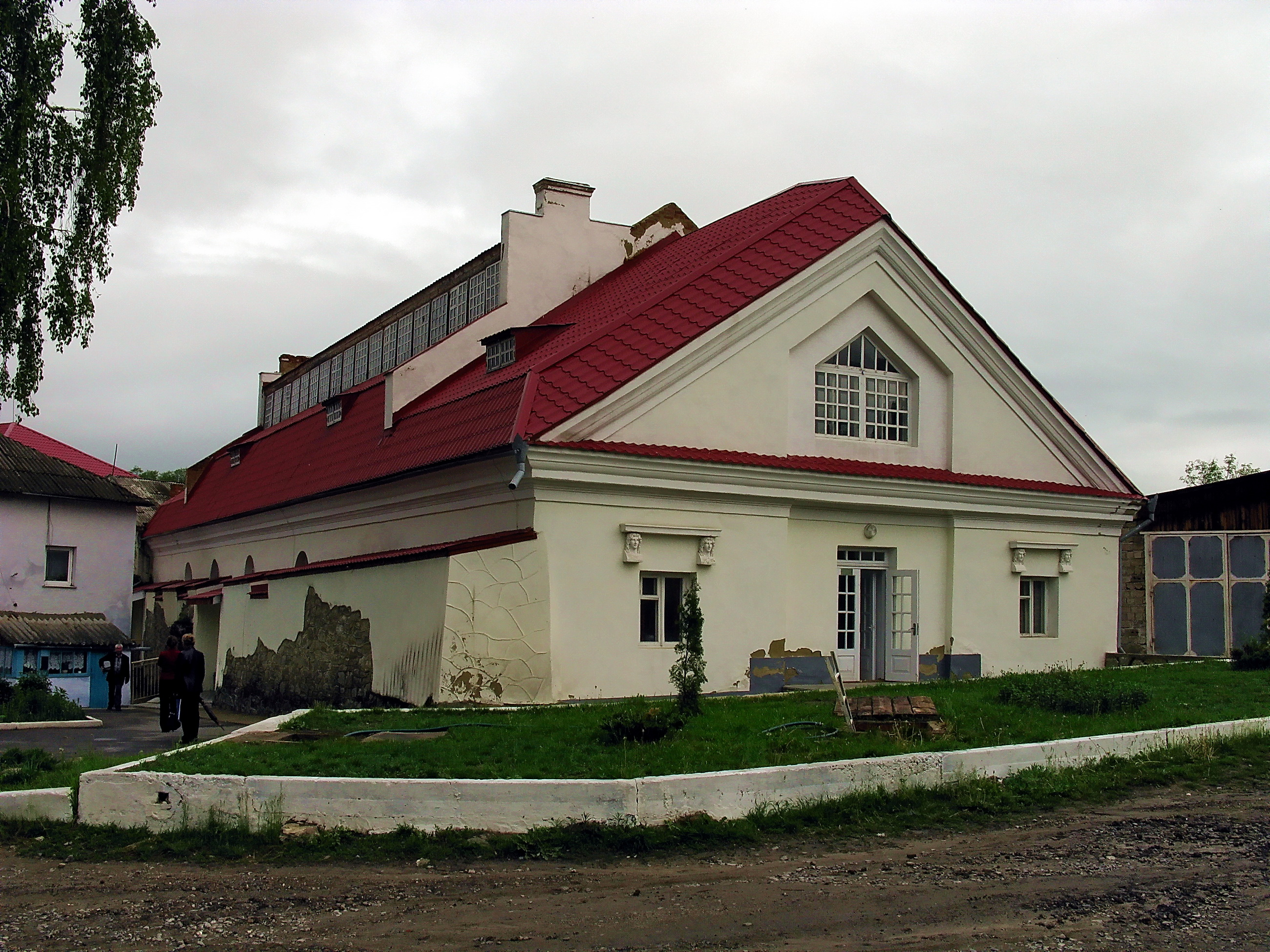
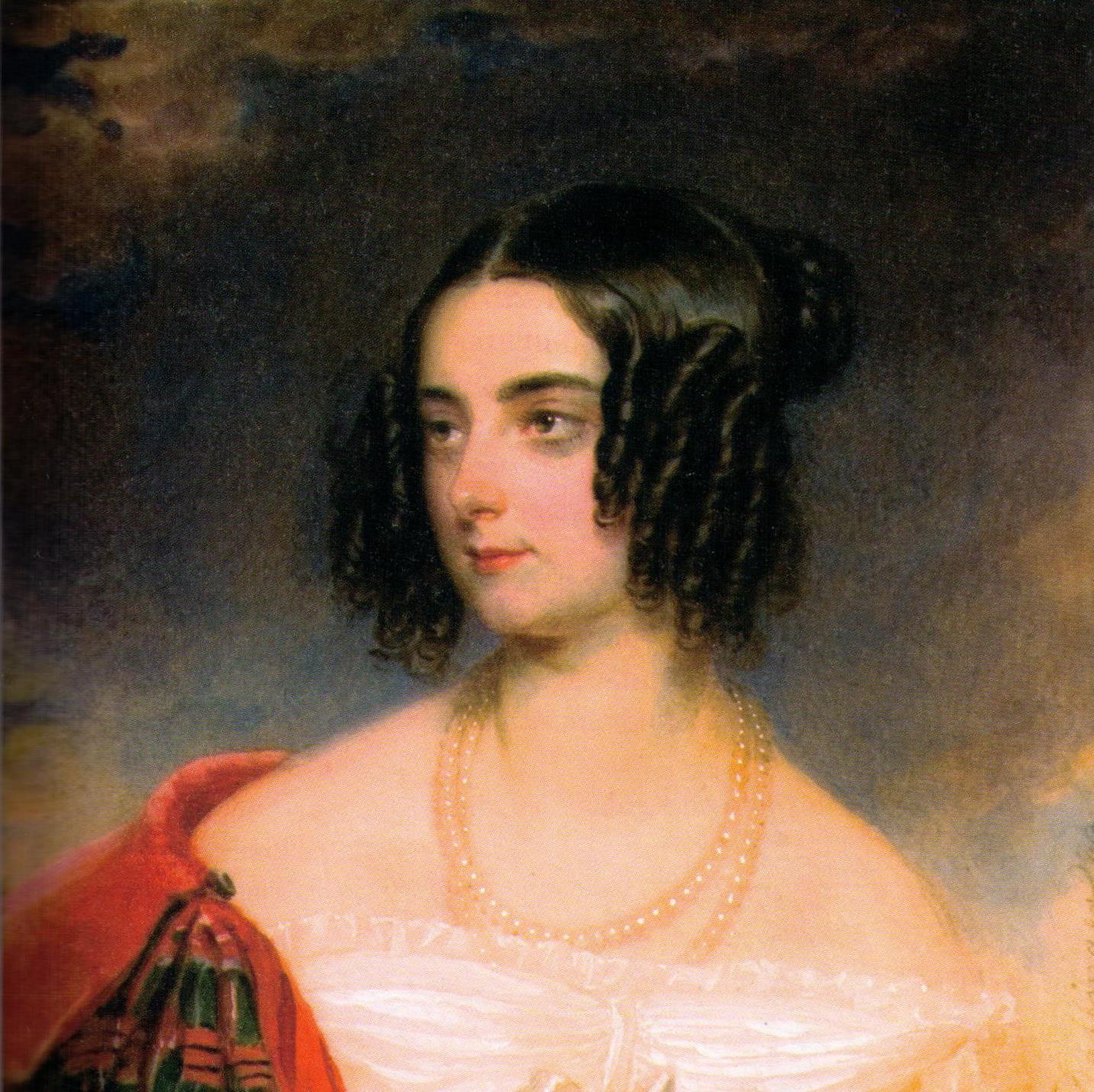
Дельфіна з Комарів Потоцька
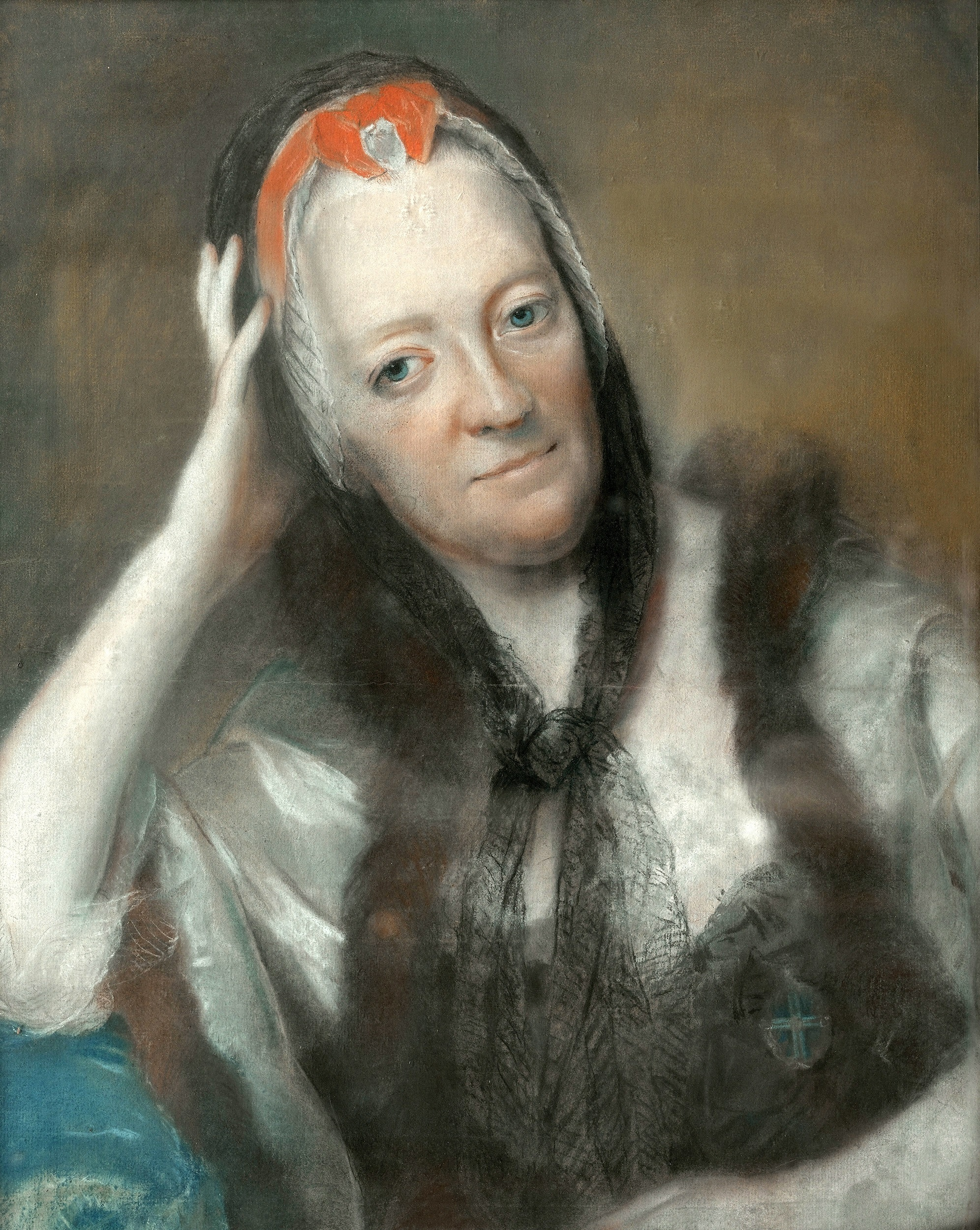
Катерина з Потоцьких Коссаковська